# HD 117618 b
HD 117618 b ist ein Exoplanet, der den gelben Zwerg HD 117618 alle 25,827 Tage umkreist. Er wurde im Jahr 2004 von Paul Butler, Geoffrey Marcy, C.G. Tinney et al. mittels der Radialgeschwindigkeitsmethode entdeckt. Der Exoplanet umkreist seinen Stern in einer Entfernung von ca. 0,176 Astronomischen Einheiten.

## Weblink
- Planet HD 117618 b In: The Extrasolar Planets Encyclopaedia (englisch)